# Jessika Gedin
Jessika Gedin, född 12 april 1970 i Härnösands domkyrkoförsamling, är en svensk förläggare, krönikör och programledare.

## Karriär
På 1990-talet flyttade hon till Stockholm och försörjde sig på att designa kläder och smycken, arbeta som lunchservitris men också genom att sitta nakenmodell och arbeta som discjockey i barer och på klubbar.  Hon gick även två år på Teaterverkstaden, och började skriva om litteratur i Allt om böcker och Elle.
Tillsammans med sin syster Eva Gedin var hon medgrundare av bokförlagen Koala Press och Tivoli förlag och har varit översättare och suttit i juryn för Augustpriset.
Hon medverkade också tillsammans med Hans Rosenfeldt i 2008–2009 års upplaga av På spåret, där paret kom på andra plats. 2009/2010 gick laget till semifinal. Laget deltog även i mästarsäsongen 2012/2013 där laget åkte ut i gruppspelet.
Som radiopratare är Jessika Gedin känd från programmet Spanarna i Sveriges Radio P1. Den 29 juni 2007 var hon sommarpratare i Sommar i P1. Gedin tog över som programledare för Sveriges Televisions litteraturprogram Babel i mars 2012. Hon har också medverkat i Gomorron Sverige. Gedin är sedan 2012 en av programledarna för Sveriges Televisions direktsändningar av Nobelbanketten.

## Familj
Jessika Gedin är dotter till översättaren Lena Fries-Gedin och lektor Hans I. Gedin. Hon är vidare brorsdotter till bokförläggaren och författaren Per I. Gedin. Hennes farmor, Lena Gedin, var en av landets första litterära agenter och företrädde exempelvis Thomas Mann. Hennes mormor, Anne-Marie Fries, född Ingeström, var Astrid Lindgrens bästa väninna och stod som förlaga för Madicken.
Gedin var under åren 1999–2002 gift med Ola Lindholm.
Hon hade under 22 år en relation med konstnären Pål Hollender. De har en dotter tillsammans, född 2004. Paret separerade 2024.

## Översättningar i urval
- Douglas Coupland: Livet efter Gud (Life after God) (Koala press, 1995)
- Alan Warner: Morvern Callar (Morvern Callar) (Tivoli, 1999)
- Douglas Coupland: Tio noveller (Tivoli, 2000)
- Tim Burton: Voodooflickan och andra rysarsagor för vuxna (översatt tillsammans med Stephen Farran-Lee) (voli, 2001)
- Nick McDonell: Nr tolv (Twelve) (Tivoli, 2003)
- Douglas Coupland: Hej Nostradamus! (Hey Nostradamus!) (Norstedt, 2004)